# Monumento ad Arnaldo da Brescia
Il monumento a Arnaldo da Brescia è un monumento bronzeo situato all'estremità est di piazzale Arnaldo a Brescia, dedicato al frate Arnaldo da Brescia. Modellato dallo scultore Odoardo Tabacchi nella statua e nelle altre parti bronzee e da Antonio Tagliaferri nel basamento, è stato inaugurato nel 1882 ed è da allora uno dei monumenti più noti e caratteristici della città.

## Storia
Arnaldo fu un frate vissuto nel XII secolo che si scagliò contro la corruzione del clero, predicando la povertà della Chiesa. Nel 1155 venne catturato a Roma, subito processato e condannato a morte. Venne quindi strangolato, bruciato e le sue ceneri disperse nel Tevere affinché nessuno le potesse venerare.
Negli anni successivi all'unificazione dell'Italia, l'amministrazione comunale di matrice liberale e massonica, raccogliendo la volontà espressa da gruppi di cittadini impegnati politicamente e culturalmente, decise di ricordare in modo tangibile la figura di questo bresciano, riconoscendo in lui valori di impegno civile e morale in senso laico e libertario. Il personaggio storico e le sue caratteristiche, infatti, erano di grande attualità nel contesto delle appena concluse guerre di indipendenza italiane e del generale anticlericalismo e si prestavano ad attribuirgli il titolo di martire del libero pensiero.
Nel 1865 il Consiglio Comunale votò uno stanziamento per l'erezione del monumento e nominò una Commissione che si occupasse attivamente dell'esecuzione del progetto. L'iniziativa fu fortemente sostenuta dalle forze liberali e democratiche, occasione per esprimere la cultura laica sotto forma di studi storici, pubblicazioni biografiche, componimenti poetici e conferenze.
Il monumento fu infine inaugurato il 14 agosto 1882, dopo circa vent'anni di progetti e polemiche, con solenni manifestazioni e feste popolari. La grande statua di bronzo è opera dello scultore Odoardo Tabacchi, così come i quattro bassorilievi, raffiguranti scene di vita del frate, che ornano i quattro lati del basamento. L'alto ed elaborato piedistallo in stile neoromanico è invece da ricondurre ad Antonio Tagliaferri.
I bronzi del monumento sono stati restaurati nel 1998, ripulendoli dai depositi atmosferici e dai prodotti di corrosione della lega di rame.

## Descrizione
Il monumento, molto sviluppato in altezza, si compone di un grande basamento in pietra e marmi colorati sul quale è posta la statua in bronzo, alta a sua volta quattro metri.
Il basamento del Tagliaferri, concepito in stile neoromanico, è diviso in due ordini: il più basso presenta, su ogni lato, colonnine binate agli angoli che sostengono una cuspide centrale, il tutto a cornice di una formella quadrata anch'essa in bronzo. Le quattro formelle, lavorate dal Tabacchi, riassumono un ciclo di Storie della vita di Arnaldo da Brescia e raffigurano la Predicazione di Arnaldo in piazza del Duomo a Brescia, la Predicazione di Arnaldo a Roma, Arnaldo giudicato da Federico Barbarossa e dalla corte pontificia e la Morte di Arnaldo. Ogni formella è a sua volta coronata dagli stemmi delle città che contribuirono all'erezione del monumento, tra cui Brescia, Roma e altre. Sul secondo livello del basamento si trovano invece quattro iscrizioni a carattere dedicatorio e celebrativo, inquadrate da colonnine angolari e da altri motivi decorativi.
La statua a coronamento raffigura Arnaldo coperto da una lunga e pesante tunica, a maniche lunghe e cappuccio tirato sul capo. La posa è solenne e monumentale, con le braccia tese in avanti in posizione ruotata un poco a nord. Dal cappuccio emerge il volto del frate, vecchio e con una lunga barba, rivolto con sguardo serio verso l'osservatore ai suoi piedi.
Il monumento si trova in posizione centrale all'estremità est della piazza e si staglia sul profilo dei Ronchi, i colli di Brescia, costellati di ville e palazzi. Sul declivio si nota anche il profilo neogotico della tomba del cane, curioso e iconico monumento ottocentesco di Rodolfo Vantini.

## Stile
Gli aspetti più interessanti del monumento, oltre che ovviamente nella statua, si possono trovare nel ciclo delle Storie della vita di Arnaldo da Brescia, dove il Tabacchi mostra di replicare modelli già proposti da artisti a lui affini quali Ugolino Panichi e Alberto Maso Galli.
Ogni formella presenta una minuziosa attenzione per la caratterizzazione dei personaggi, per le dinamiche che si svolgono tra primo piano e sfondo e per il contesto architettonico in cui ogni scena si svolge. Tutto ciò documenta il monumento a Arnaldo come un'importante opera del Tabacchi, carica di tensione verista che, all'epoca, era canone indiscusso di artisticità.
Si conservano ancora, presso la Fondazione Torre Colombera di Gorla Maggiore, i bozzetti originali in gesso delle quattro formelle del basamento.

## Altre immagini

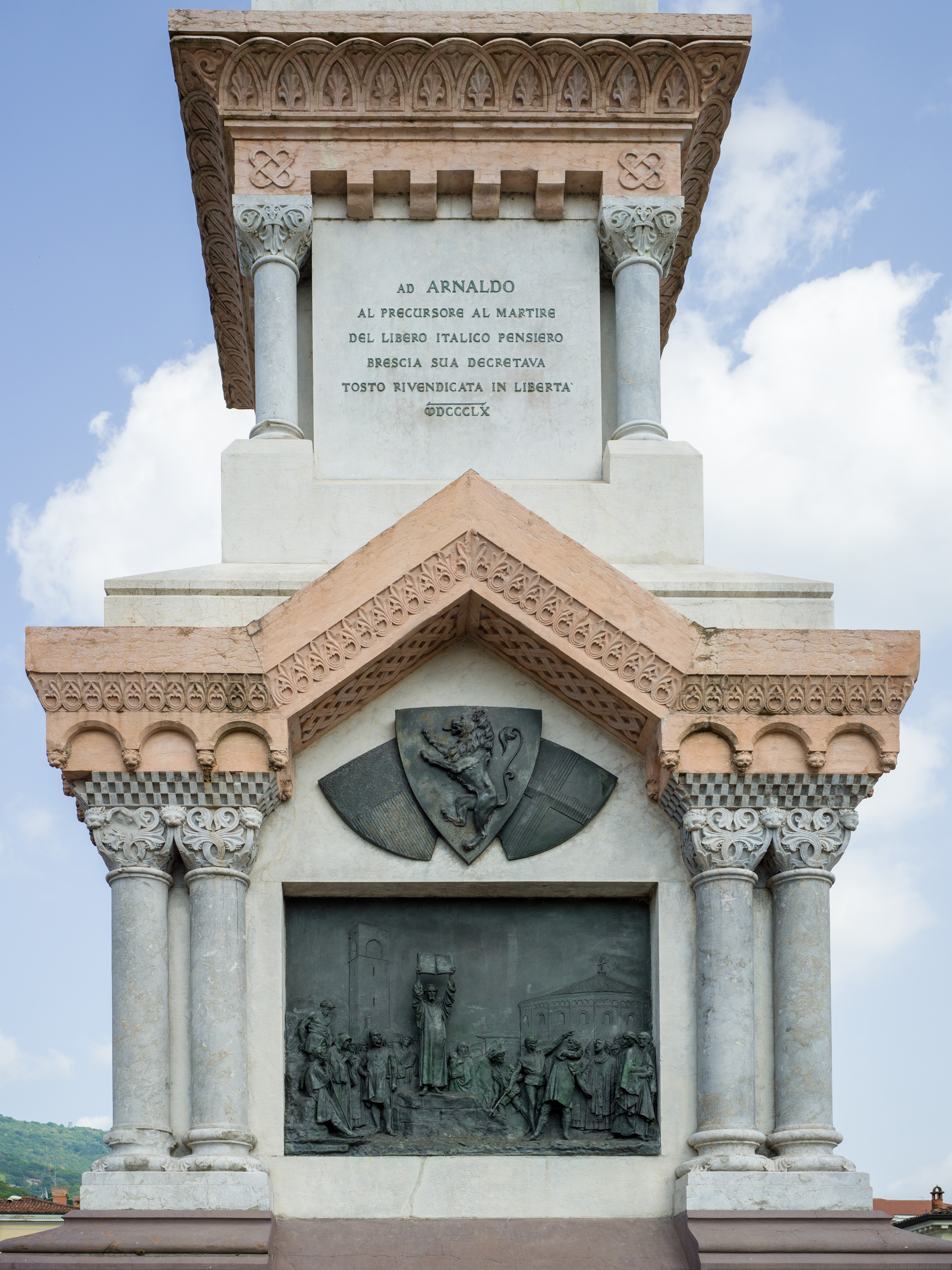
Formella con la Predicazione di Arnaldo in piazza del Duomo a Brescia
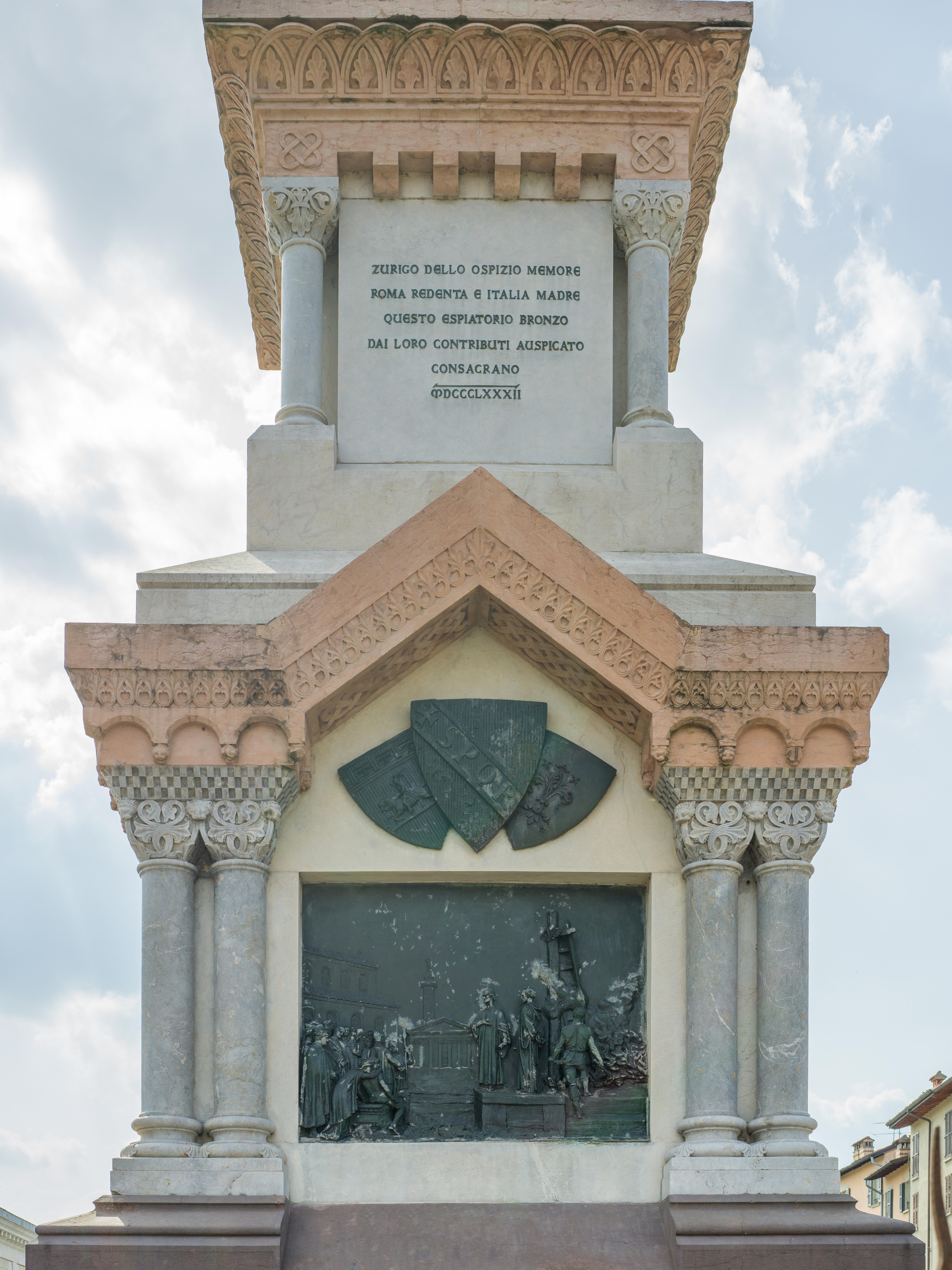
Formella con la Predicazione di Arnaldo a Roma
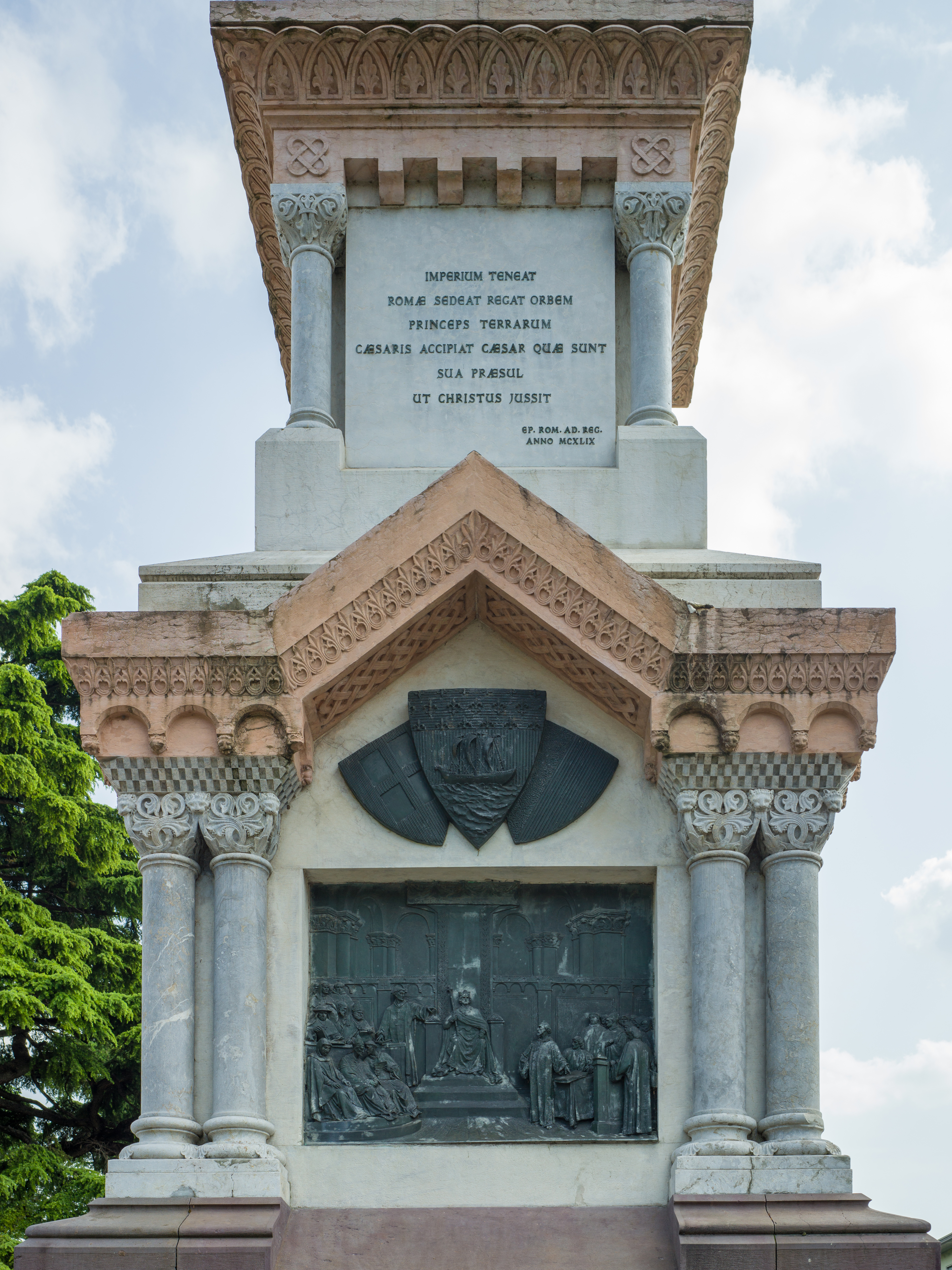
Formella con Arnaldo giudicato da Federico Barbarossa e dalla corte pontificia
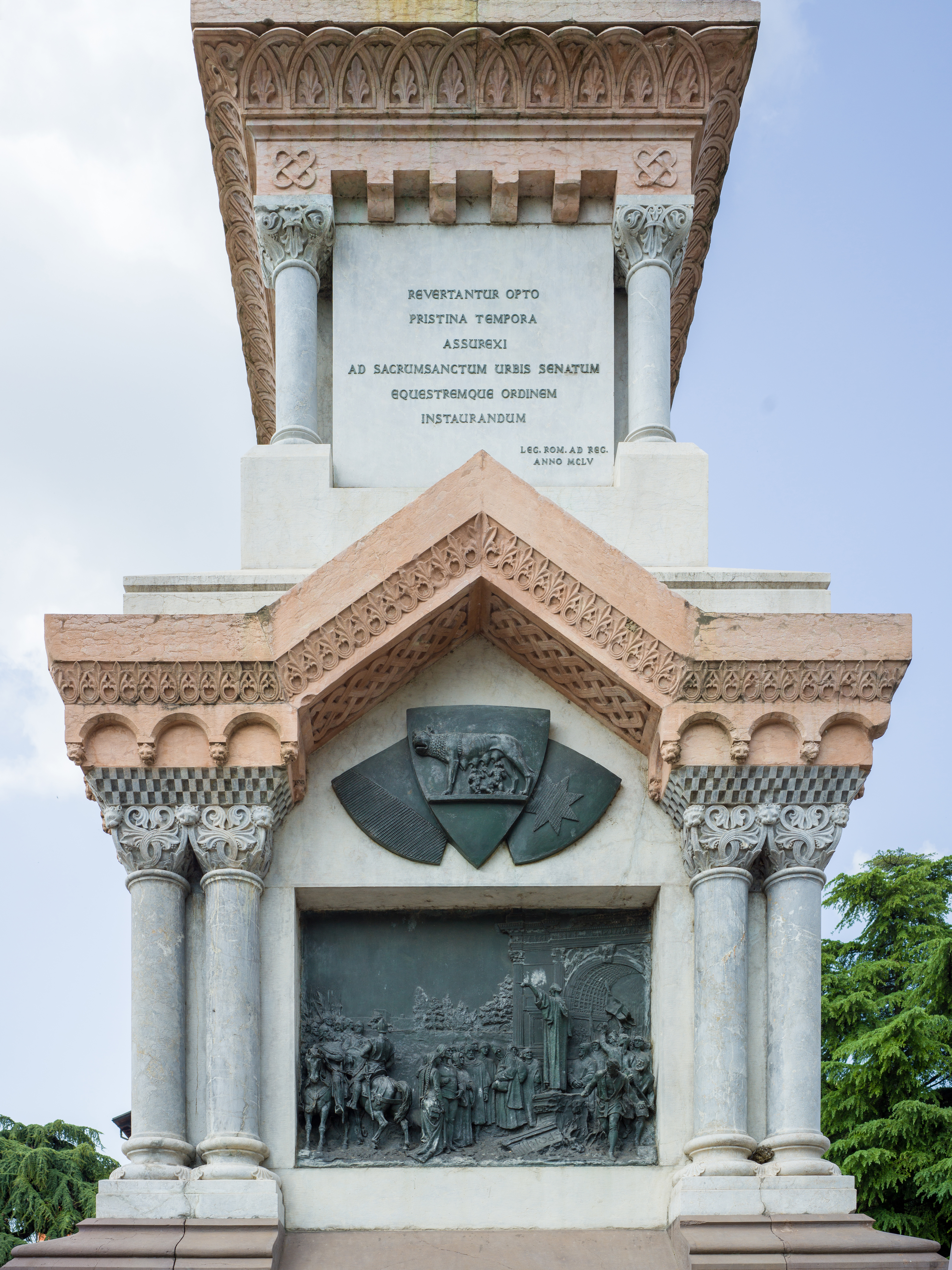
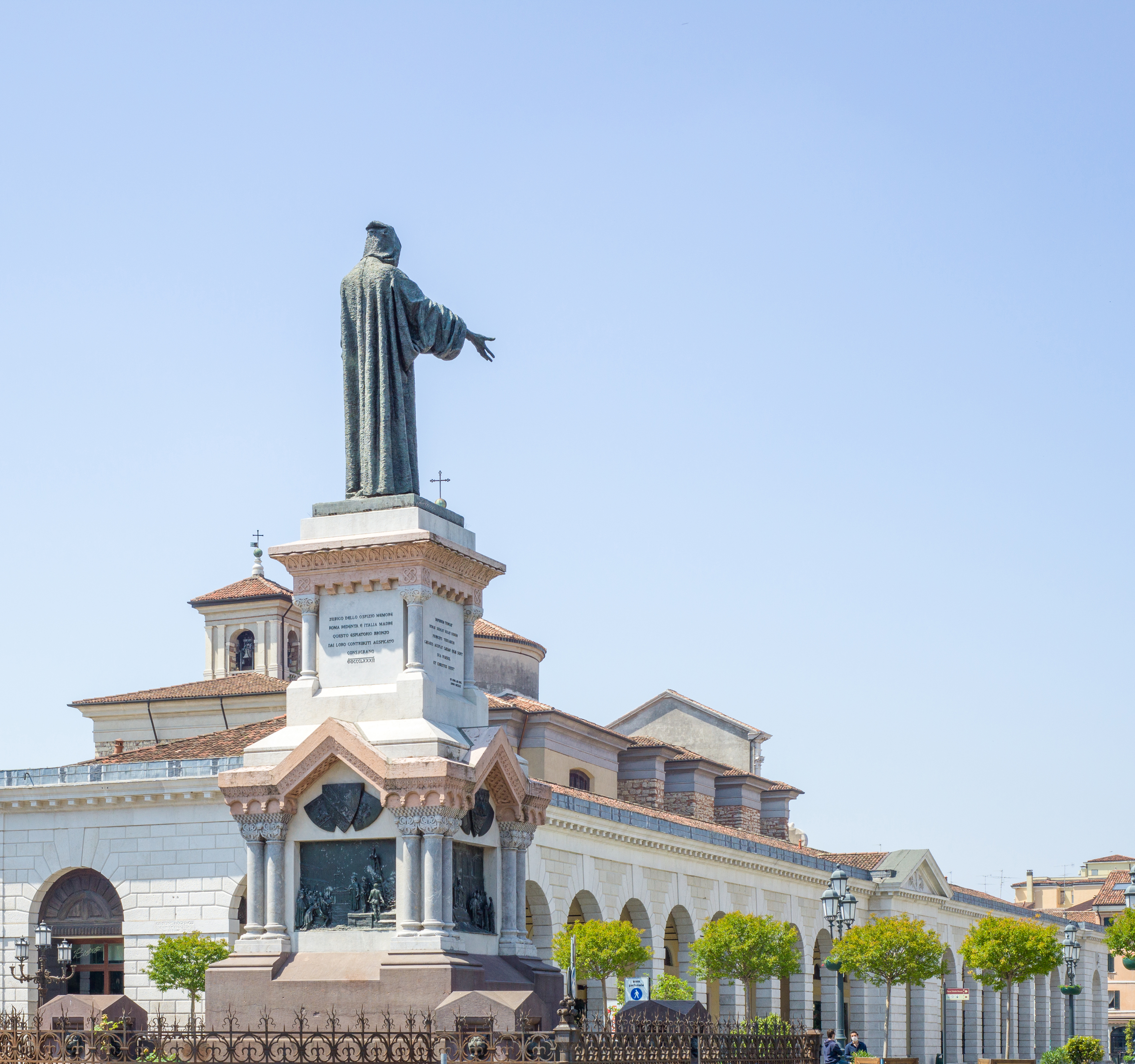
Una visione della statua con sullo sfondo piazzale Arnaldo
Statua di Arnaldo da Brescia